# Oak Ridge (Tennessee)
Oak Ridge es una ciudad ubicada en los condados de Anderson y Roane en el estado estadounidense de Tennessee. En el Censo de 2010 tenía una población de 29.330 habitantes y una densidad poblacional de 125,85 personas por km².
Oak Ridge se fundó en 1942 como centro de producción para el Proyecto Manhattan, la operación masiva mediante la cual estadounidenses, británicos y canadienses  desarrollaron la bomba atómica. Como es todavía el sitio del Laboratorio Nacional de Oak Ridge, la investigación científica sigue desempeñando un papel crucial en la economía y la cultura de la ciudad en general.

## Geografía
Oak Ridge se encuentra ubicada en las coordenadas 35°57′59″N 84°17′26″O / 35.96639, -84.29056. Según la Oficina del Censo de los Estados Unidos, Oak Ridge tiene una superficie total de 233.05 km², de la cual 220.81 km² corresponden a tierra firme y (5.25%) 12.24 km² es agua.

## Demografía
Según el censo de 2010, había 29.330 personas residiendo en Oak Ridge. La densidad de población era de 125,85 hab./km². De los 29.330 habitantes, Oak Ridge estaba compuesto por un 86.96% de individuos de raza blanca, 8.18% afroamericanos, 0.30% nativos americanos, 2.10% asiáticos, 0.02% de islas del Pacífico, 0.76% de otras razas, y 1.68% de dos o más razas. Los hispanos o latinos de cualquier raza representan el 1.93% de la población.
.